# الن آلین
الن آلیِن (به آلمانی: Ellen Allien) یک نوازنده و تهیّه‌کنندهٔ موسیقی الکترونیک اهل آلمان و بنیان‌گذار ناشر موسیقی بی‌پیچ کنترل است. او به دو زبان آلمانی و انگلیسی آواز می‌خواند. موسیقی او آمیزه‌ای از آی‌دی‌ام و موسیقی الکترو است که به موسیقی رقص نیز گرایش دارد، و در عین حال به‌طور قابل ملاحظه‌ای در آن از برخی عناصر موسیقی اکسپریمنتال نیز بهره برده شده‌است.